# Негус
Негус (геэз ነጉሥ, nəgūś; амх. nigūs; тигринья ነጋሲ, negus) — царский титул в Эфиопии. Часто титул «негус» употребляют по отношению к императору Эфиопии, что не совсем точно, так как титул императора — нгусэ нэгест — «негус негусов», «царь царей». 

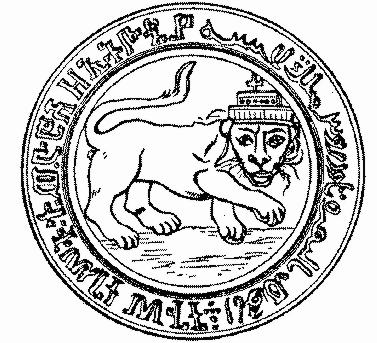
Королевская печать императора Теодроса II

Первоначально титул «негус» применялся к главам царств, вассальным правителям и незначительным князьям. В течение ряда столетий этим титулом именовались феодальные правители крупных провинций Эфиопии. Император Менелик II (1889—1913), боровшийся за централизацию Эфиопского государства, сохранил титул негуса только за правителем одной из центральных областей. Рас Тэфэри Мэконнын в 1928 году принял титул негуса при жизни императрицы Заудиту, а после её смерти в 1930 году стал «царём царей» под именем Хайле Селассие I.